# 萨朗
萨朗（法語：Saran，法語發音：[saʁɑ̃]），法国中北部城市，中央-卢瓦尔河谷大区卢瓦雷省的一个市镇，隶属于奥尔良区，其市镇面积为19.65平方公里，2022年1月1日时人口数量为16,866人，在法国城市中排名第580位。
萨朗位于卢瓦雷省西部，省会奥尔良市区以北大约6公里，是一个卫星居民区，境内建有大型商业中心及经济开发区。

## 地名来源

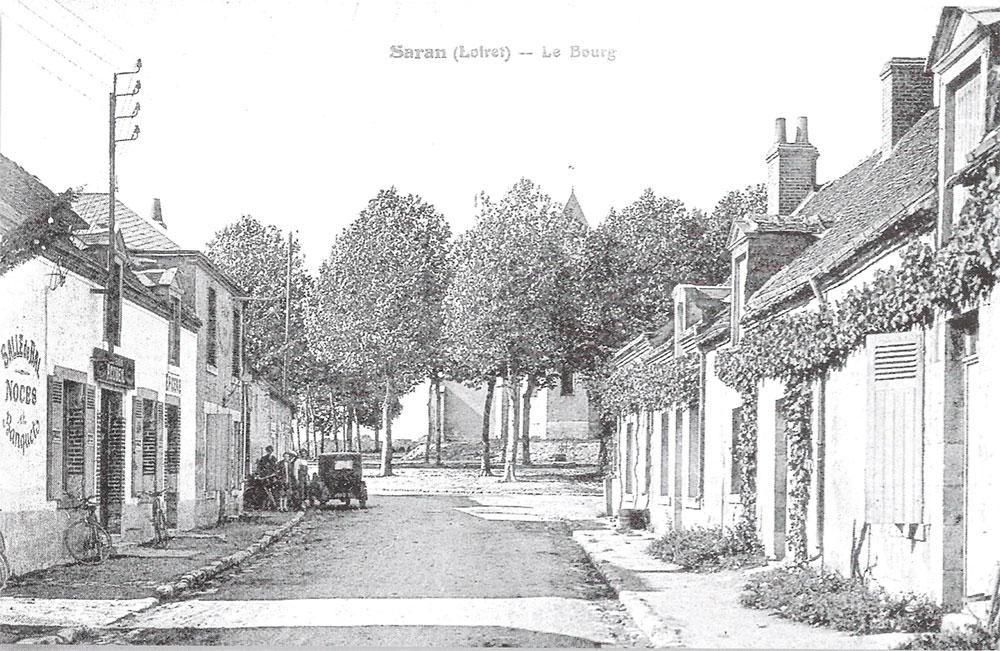
20世纪初的萨朗镇中心

“萨朗”一名可能来源于一位名叫Sigeramnus或Serannus的日耳曼人物。

## 历史
萨朗历史上长期为博斯的一处普通农业村落，连接巴黎和奥尔良之间的道路由此通过。法国大革命后，萨朗成为卢瓦雷省的一个市镇。自20世纪60年代起，随着法国A10高速公路的建成及奥尔良的城市扩张，萨朗被规划为城市居民区，人口数量快速增加，并出现了商业中心及学校等设施。2015年，奥尔良监狱迁至萨朗。

## 地理

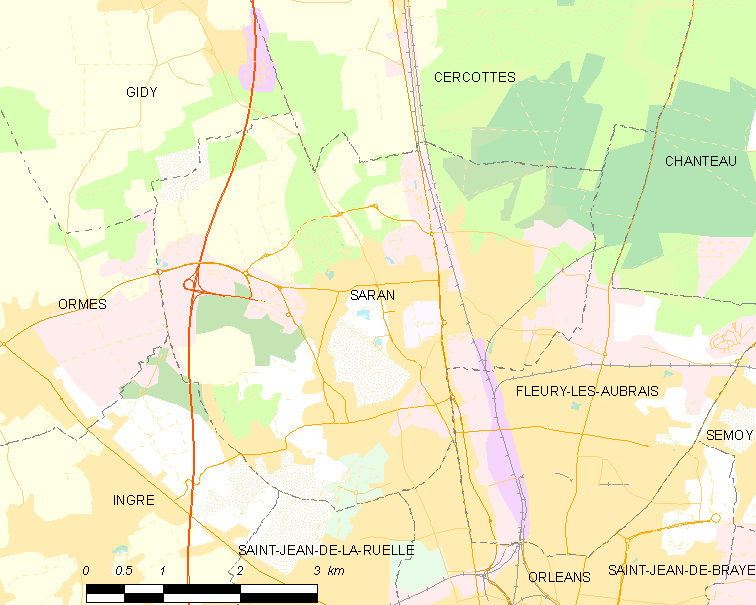
萨朗市镇范围地图

萨朗位于法国中北部，中央-卢瓦尔河谷大区东北部和卢瓦雷省西部，距离省会奥尔良大约6公里。与萨朗接壤的市镇包括：日迪、安格雷、塞尔科特、弗勒里莱索布赖、奥尔良、奥尔姆、圣让德拉吕埃勒。

### 地形
萨朗位于博斯平原东南部，境内以平原为主，市镇中心地势较为平坦，全境海拔在108到137米之间。

### 水文
萨朗属于卢瓦尔河流域，其境内无大型天然地表水域分布。

### 植被
萨朗属于温带阔叶混交林区，林地广泛分布于市镇范围内的北部和西部地区。
在鲜花城市的评比中，萨朗被评为3星级鲜花城市。

### 气候
萨朗在柯本气候分类法中属于温带海洋性气候。

## 行政区划
萨朗是法国中央-卢瓦尔河谷大区卢瓦雷省的一个市镇，编号为45302。萨朗隶属于奥尔良区、卢瓦雷省第二选区以及奥尔良第三县，同时也是奥尔良都会区的组成部分。
法国国家统计与经济研究所（简称）在进行数据统计时，将萨朗及相邻的另外18个市镇设为奥尔良城市核心区，并将包括核心区在内的周边共134个市镇划为奥尔良城市区。自2020年起，奥尔良城市区被包含136个市镇的奥尔良城市辐射区代替。此外，还将萨朗市镇分为了6个“块区”（IRIS），以便于统计人口分布情况。

## 交通

### 公路
法国A10号高速公路经过萨朗市区西部并设有14号出入口，此外多条卢瓦雷省省道在萨朗境内交汇，萨朗市中心的主要街道均已完成城市化改造，配套有照明、排水、人行道等设施。
2018年，82.8%的萨朗家庭拥有至少一辆私人汽车。2019年，萨朗境内共发生各类交通事故37起，造成1人遇难，47人受伤。

### 铁路
萨朗位于巴黎－波尔多铁路上。距离萨朗最近的铁路客运车站为莱索布赖站，该站停靠往返于巴黎和奥尔良一线的区域列车，以及由巴黎出发前往图尔、布尔日、布里夫、图卢兹及罗德兹等地的城际列车。

### 航空
距离萨朗最近的民用航空站为巴黎-奥利机场，距离萨朗市中心的公路里程约110公里。

### 城市公共交通
萨朗是奥尔良城市公共交通（商业名称为）的覆盖范围，后者是奥尔良都会区的城市公共交通系统。截至2021年12月，该系统共包括2条有轨电车线路和数十条公交线路，其中公交1路、6路、11路、12路、18路、19路经过萨朗市区。

## 政治

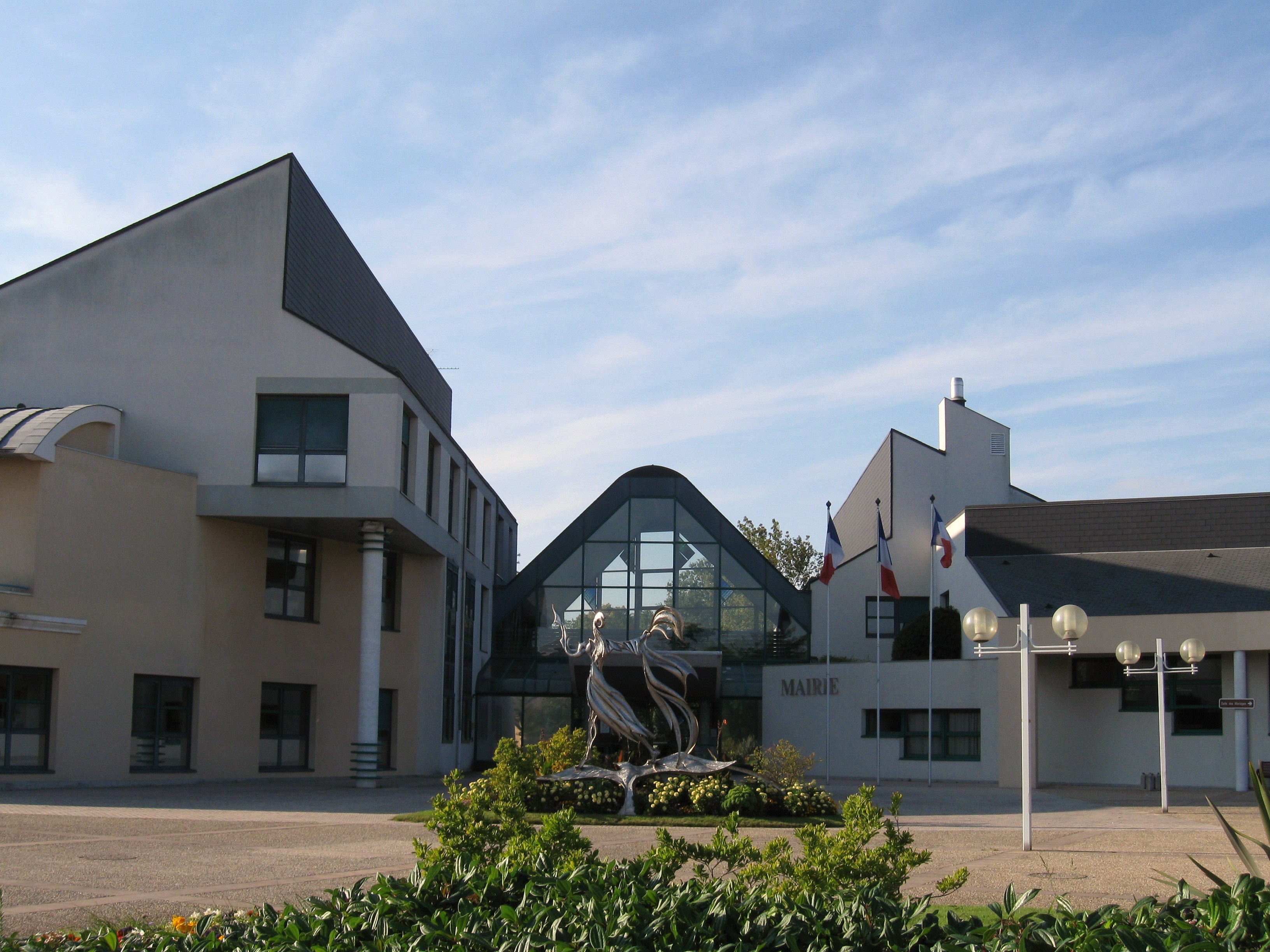
萨朗市政厅

萨朗的现任市长为玛丽沃娜·奥坦女士（Maryvonne Hautin），她是法国共产党的一名成员，在2020年的市政选举中获得了65.14%的支持率。
在2017年的法国总统大选中，法国第25任总统埃马纽埃尔·马克龙在萨朗获得了66.17%的支持率。

## 人口
2018年，萨朗市镇人口数量为16,344，在法国排名第580位。其中男性8,167人，女性8,177人，75岁及以上人口占8.1%，外籍人口数量为3,481人，人口密度为832人/平方公里，当地居民被称为（男性）或（女性）。2019年，萨朗境内出生185人，死亡人口145人。
| 年份   | 1936  | 1946  | 1954  | 1962  | 1968  | 1975  | 1982   | 1990   | 1999   | 2006   | 2011   | 2016   | 2018   |
| ------ | ----- | ----- | ----- | ----- | ----- | ----- | ------ | ------ | ------ | ------ | ------ | ------ | ------ |
| 人口數 | 1,853 | 2,094 | 2,450 | 4,386 | 5,749 | 8,757 | 10,104 | 13,436 | 14,797 | 15,543 | 15,200 | 16,379 | 16,344 |

## 经济

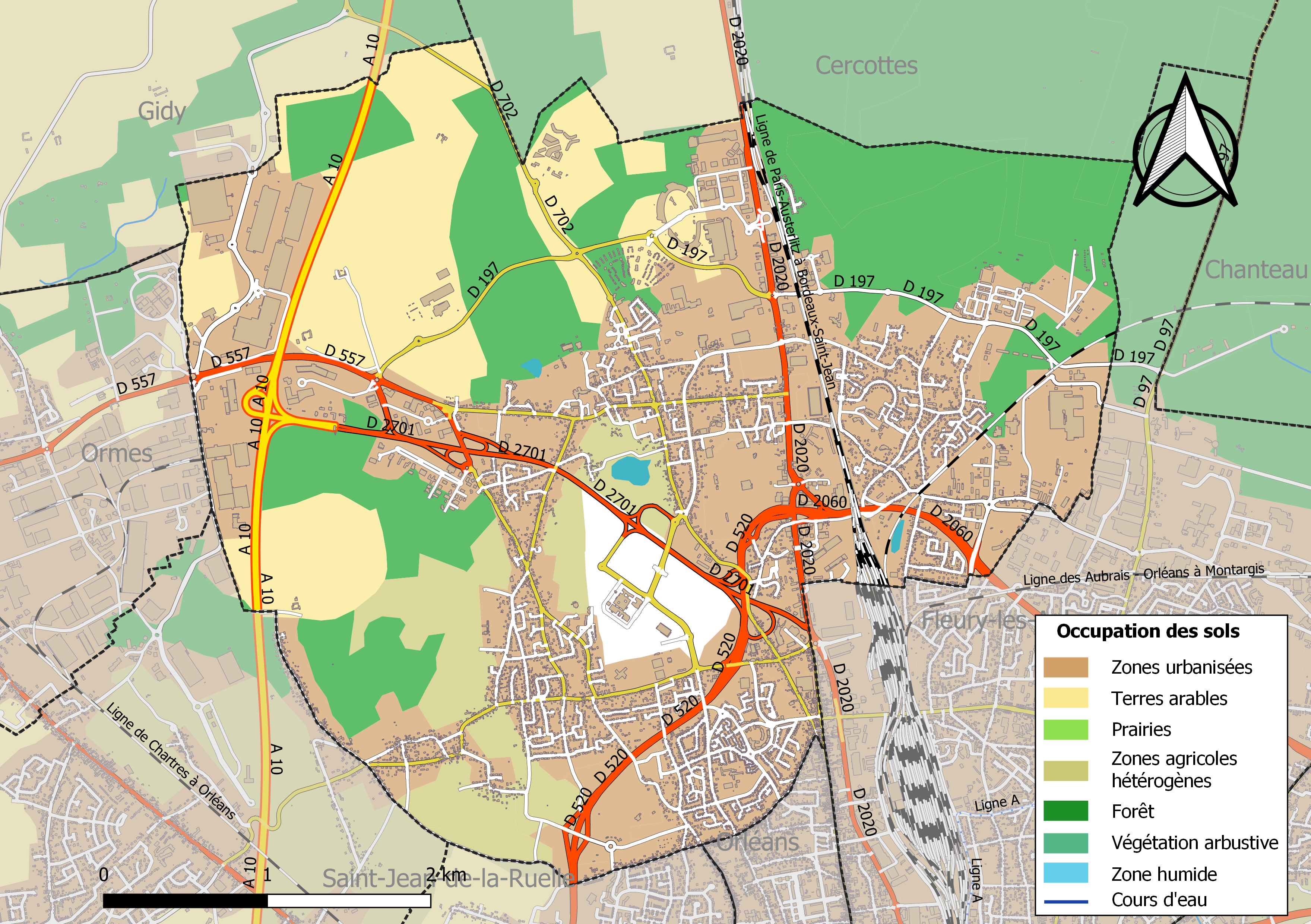
萨朗土地利用情况地图

截止2021年12月，萨朗共有各类用人单位（包含自雇）1,761家，平均历史为13年，其中94.42%为中小型企业（PME）。（仓储）、（建筑木材销售）及（工程设备租赁）是当地2020年营业额最高的三个企业，分别为150,318,691欧元、36,974,911欧元和30,698,879欧元。

## 财政与居民收入
2019年，萨朗的财政收入总额为32,514,200欧元，财政支出总额为30,023,900欧元，当年的债务总额为15,416,500欧元。2021年，萨朗共获得211,249欧元的国家财政补助，比上一年增加了7.81%。
2019年，萨朗的人均月收入总额为2,185欧元，其中高级职员为3,775欧元，低于法国平均水平（4,230欧元）；中级职员为2,402欧元，低于法国平均水平（2,411欧元）；普通职员为1,754欧元，高于法国平均水平（1,740欧元）。
2018年，萨朗境内的青壮年（15至64岁）失业率为13.5%，当地52.1%的家庭拥有纳税资格，平均纳税2,347欧元，低于法国平均水平（3,910欧元）。

## 社会事务

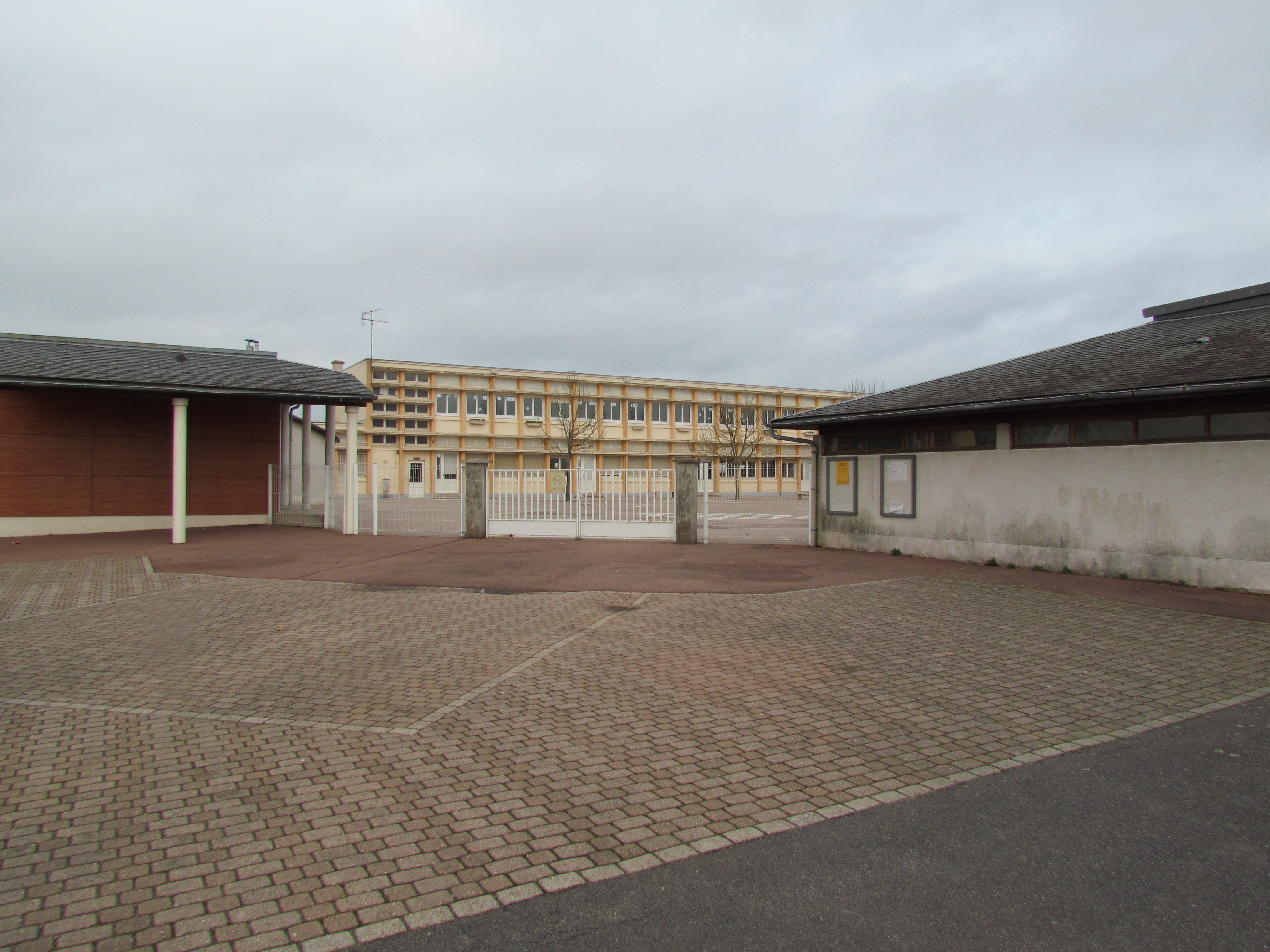
萨朗的一所学校

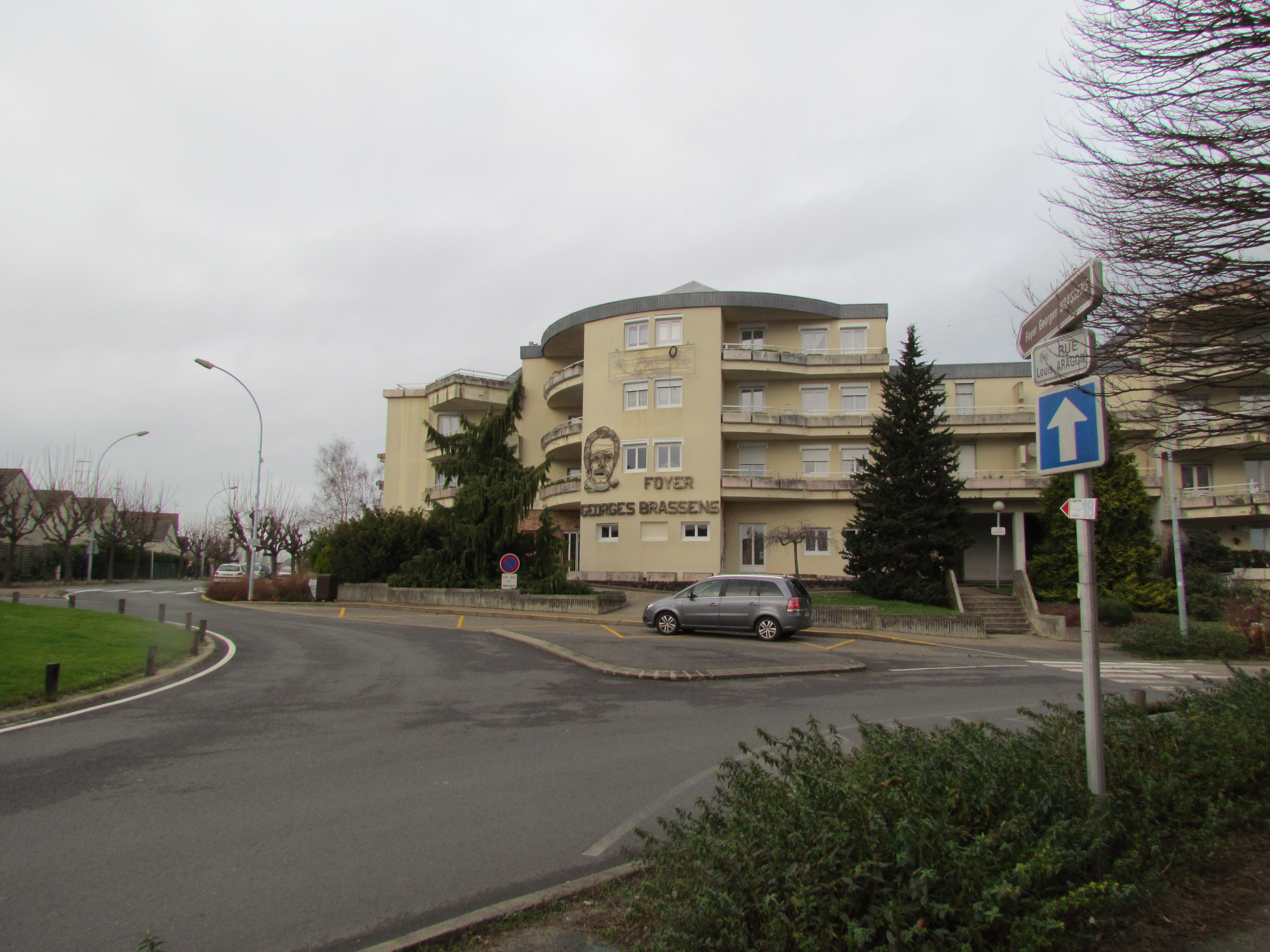
萨朗的一处居民楼

### 教育
萨朗属于奥尔良-图尔学区。截止2020年1月1日，萨朗境内共有4所幼儿园、3所小学和1所初级中学。2018至2019学年度，萨朗境内共有在校中等教育阶段学生508名。

### 医疗
截止2020年1月1日，萨朗境内共有全科医生19名、保健师25名、牙医7名、护士8名、耳科医生1名、眼科医生0名、皮肤科医生0名、助产士1名、儿科医生2名和妇科医生8名。境内共有药房5家、养老院2家、残疾人帮扶中心7家。
萨朗是奥尔良大区中心医院的覆盖范围，后者是法国的一个区域性医疗机构及大学教学医院，其主病区位于奥尔良河源街区，设有床位1,752个，是当地规模最大的公立综合性医院。

### 住房
2018年，萨朗境内共有各类住房6,837套，其中69.6%为独立式居民区，29.7%为集中式居民区。常住房屋占萨朗市镇范围内居民建筑总量的93.6%。
在住房保障政策方面，2020年，萨朗境内共有1,415户家庭获得了住房经济补助，受益人数占总人口数量的8.7%，其中1,342份为房租补助。

### 商业
2019年，萨朗境内共有各类实体商铺429家，其中餐厅47家、大型超市6家、杂货店2家、面包房9家、肉铺5家、书店1家、装饰品店7家、银行门店12家、美容美发店16家、汽车维修店35家。市区北部建有“萨朗角”（Cap Saran）大型开放式商业街区。

### 体育
2020年，萨朗境内共有1家游泳池、4间体育馆、1座综合体育场、20处网球场、1处马术场、4处足球或橄榄球场以及3处篮球或排球场。
截至2021年12月，萨朗市政体育联盟（USM Saran）是当地唯一的注册足球俱乐部，2021至2022赛季参加法国全国丙组联赛（法戊）。
萨朗手球俱乐部是当地的代表性体育团体，2021至2022赛季参加法国男子手球乙级联赛。

### 环境
萨朗的环境事务由其所属的公共社区负责。2019年，萨朗境内共有3家污染企业。

### 治安
萨朗所在地是奥尔良宪兵总队的管辖范围。2020年，该宪兵总队辖区内共13个市镇累计发生各类案件13,002起，其中盗窃类案件5,346起，经济类案件2,052起，毒品交易类案件1,047起。

## 文化

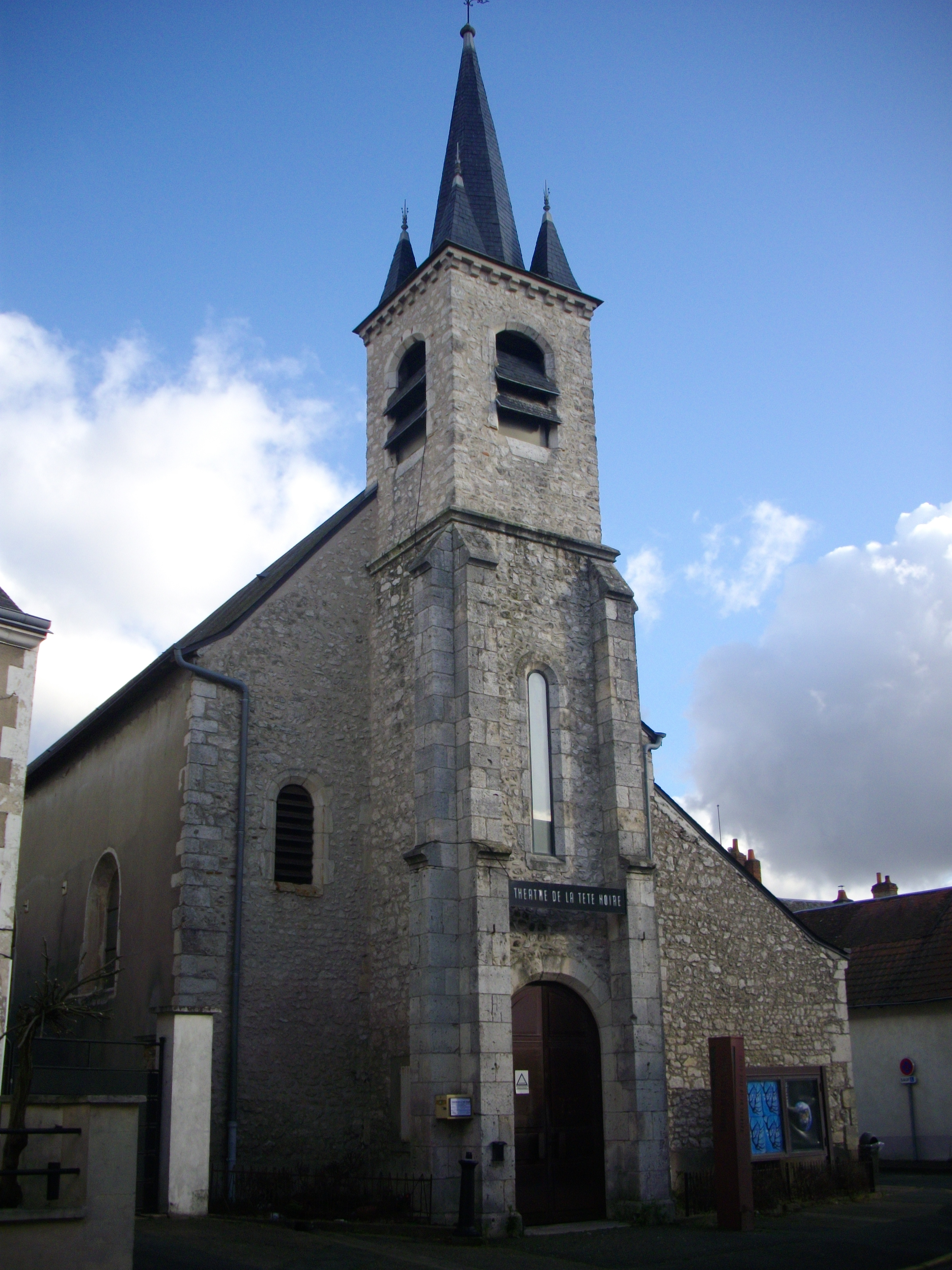
艾德圣母教堂

2020年，萨朗境内共有1家剧场和1家电影院。萨朗市政府提供多媒体中心，向公众全年开放。

### 建筑
萨朗境内有多处历史建筑，其中艾德圣母教堂是当地的地标性建筑物。

### 旅游
萨朗的旅游事务由其所属的公共社区负责。2021年，萨朗境内共有10家酒店共计605间房间。

### 媒体
法国主要的媒体均可在萨朗接收，法国电视三台下属的中央-卢瓦尔河谷大区频道在部分时段播出萨朗所属区域的地方新闻。

## 对外交流
截至2021年11月，萨朗共与一座城市互为合作交流城市关系：
- 古巴 鲍塔